# Cylindrocarpon effusum
Cylindrocarpon effusum är en svampart som beskrevs av Bugnic. 1939. Cylindrocarpon effusum ingår i släktet Cylindrocarpon och familjen Nectriaceae.   Inga underarter finns listade i Catalogue of Life.